# Misiune în spațiu (film)
Gravity este un film epic 3D, thriller științifico-fantastic britanico-american din 2013. Filmul este o aventură spațială și a fost regizat, co-scenarizat, co-produs și co-editat de Alfonso Cuarón, avându-i în rolurile principale pe Sandra Bullock și George Clooney ca astronauți pe un space shuttle.
Cuarón a scris scenariul împreună cu fiul său Jonás și a încercat să dezvolte filmul la Universal Studios. Drepturile au fost vândute studioului Warner Bros., unde pelicula eventual a fost realizată.
Gravity a rulat în deschiderea celui de-al 70-lea Festival Internațional de Film de la Veneția, în august 2013, și și-a avut premiera în America de Nord trei zile mai târziu la Telluride Film Festival. Lansarea în cinematografele din Statele Unite și Canada a avut loc pe 4 octombrie 2013. Filmul a fost întâlnit cu primire pozitivă universală, atât din partea criticilor, cât și de la audiență, și a avut încasări de peste 716 milioane $ în lumea întreagă, fiind al 8-lea film după mărimea încasărilor din 2013.
Gravity a câștigat 7 premii Oscar, cele mai multe de la ceremonie, printre care premiul pentru cel mai bun regizor, cel mai bun operator, cele mai bune efecte vizuale și cea mai bună coloană sonoră. De asemenea filmul a fost premiat cu 6 premii BAFTA, printre care premiul pentru cel mai bun Film și cel mai bun regizor, dar și Globul de Aur pentru cel mai bun regizor și 7 premii Critics Choice Awards.

## Distribuție
- Sandra Bullock — Dr. Ryan Stone
- George Clooney — locotenentul Matt Kowalski
- Ed Harris (voce) — controlorul misiunii în Houston, Texas
- Orto Ignatiussen (voce) — Aningaaq[10]
- Phaldut Sharma (voce) — Shariff Dasari
- Amy Warren (voce) — căpitanul navei Explorer.
- Basher Savage (voce) — căpitanul International Space Station.

## Vezi și
- Apollo 13 (film din 1995)
- A 71-a ediție a Premiilor Globul de Aur